# Gonocarpus
Gonocarpus, biljni rod iz porodice zrnuljačevki (Haloragaceae), dio reda kamenikolike. Vrste ovog roda, oko 40, su jednogodišnje raslinje, trajice i polugrmovi iz suptropske i tropske Azije, Australije i Novog Zelanda

## Vrste
1. Gonocarpus acanthocarpus (Brongn.) Orchard
2. Gonocarpus aggregatus (Buchanan) Orchard
3. Gonocarpus benthamii Orchard
4. Gonocarpus chinensis (Lour.) Orchard
5. Gonocarpus confertifolius (F.Muell.) Orchard
6. Gonocarpus cordiger (Fenzl) Endl. ex Nees
7. Gonocarpus diffusus (Diels) Orchard
8. Gonocarpus effusus Orchard
9. Gonocarpus elatus (A.Cunn. ex Fenzl) Orchard
10. Gonocarpus ephemerus Orchard
11. Gonocarpus eremophilus Orchard
12. Gonocarpus ericifolius Orchard
13. Gonocarpus halconensis (Merr.) Orchard
14. Gonocarpus hirtus Orchard
15. Gonocarpus hispidus Orchard
16. Gonocarpus humilis Orchard
17. Gonocarpus implexus Orchard
18. Gonocarpus incanus (A.Cunn.) Orchard
19. Gonocarpus intricatus (Benth.) Orchard
20. Gonocarpus leptothecus (F.Muell.) Orchard
21. Gonocarpus longifolius (Schindl.) Orchard
22. Gonocarpus mezianus (Schindl.) Orchard
23. Gonocarpus micranthus Thunb.
24. Gonocarpus montanus (Hook.f.) Orchard
25. Gonocarpus nodulosus Nees
26. Gonocarpus oreophilus Orchard
27. Gonocarpus paniculatus (R.Br. ex Benth.) Orchard
28. Gonocarpus philippinensis (Merr.) Orchard
29. Gonocarpus pithyoides Nees
30. Gonocarpus pusillus (R.Br. ex Benth.) Orchard
31. Gonocarpus pycnostachyus (F.Muell.) Orchard
32. Gonocarpus rudis (Benth.) Orchard
33. Gonocarpus salsoloides Rchb. ex Spreng.
34. Gonocarpus sanguineus (Merr. & L.M.Perry) Orchard
35. Gonocarpus scordioides (Benth.) Orchard
36. Gonocarpus serpyllifolius Hook.f.
37. Gonocarpus simplex (R.Br. ex Britten) Orchard
38. Gonocarpus tetragynus Labill.
39. Gonocarpus teucrioides DC.
40. Gonocarpus trichostachyus (Benth.) Orchard
41. Gonocarpus urceolatus Orchard